# Lars Olsson (sciatore 1944)
Lars Inge Olsson, detto Lasse (Borlänge, 16 novembre 1944), è un ex sciatore alpino svedese.

## Biografia
Sciatore polivalente con maggior propensione alle prove tecniche originario di Stora Tuna di Borlänge, Olsson debuttò in campo internazionale in occasione del trofeo Holmenkollen-Kandahar 1963 (Holmenkollen, 14-15 marzo), dove si classificò 13º nello slalom gigante, 2º nello slalom speciale e 7º nella combinata, e ai IX Giochi olimpici invernali di Innsbruck 1964, sua prima presenza olimpica e iridata, non completò né la discesa libera né lo slalom speciale; ai Mondiali di Portillo 1966 si piazzò 19º nello slalom gigante e non completò slalom speciale.
In Coppa del Mondo esordì nella gara inaugurale del circuito, lo slalom speciale disputato il 5 gennaio 1967 a Berchtesgaden senza completare la prova, ottenne il primo piazzamento il 21 gennaio seguente a Kitzbühel in discesa libera (77º) e conquistò il miglior risultato il 5 febbraio dello stesso anno a Madonna di Campiglio in slalom speciale (10º, suo unico piazzamento a punti); ai X Giochi olimpici invernali di Grenoble 1968, sua ultima presenza olimpica, non completò lo slalom gigante.
Ai Mondiali di Val Gardena 1970, sua ultima presenza iridata, non completò lo slalom speciale; si ritirò al termine di quella stessa stagione 1969-1970 e la sua ultima gara in carriera fu lo slalom gigante di Coppa del Mondo disputato il 13 marzo a Voss, chiuso da Olsson al 28º posto.

## Palmarès

### Coppa del Mondo
- Miglior piazzamento in classifica generale: 42º nel 1969

### Campionati svedesi
- 1 oro (slalom speciale nel 1966)[7]